# Военный контингент Сальвадора в Ираке
Военный контингент Сальвадора в Ираке — подразделение вооружённых сил Сальвадора, в 2003-2009 гг. принимавшее участие в войне в Ираке.

## История
Сальвадор присоединился к антииракской коалиции весной 2003 года.
Сальвадорские войска (один легкопехотный батальон трёхротного состава) были отправлены на Ближний Восток летом 2003 года и после акклиматизации - зачислены в состав бригады "Плюс-Ультра" (вместе с военнослужащими других испаноязычных стран). В августе 2003 года они прибыли в Ирак и были расквартированы на базе испанского контингента "Al Andalus" в городе Наджаф (после окончания передислокации там было сосредоточено 380 военнослужащих Сальвадора и 200 военнослужащих Испании), их основными задачами являлись охрана важных объектов инфраструктуры, патрулирование проходивших по территории мухафазы Наджаф дорог (по которым осуществлялось снабжение войск коалиции и иные грузоперевозки). В феврале 2004 года была проведена ротация личного состава.
Находившимся в Ираке военнослужащим Сальвадора выплачивали увеличенное денежное довольствие. Изначально было объявлено, что эти войска находятся в Ираке временно, до июля 2004 года.
В 2004 году США передали во временное пользование сальвадорским войскам внедорожники HMMWV М998, снятые с вооружения американских войск в Ираке (однако в собственность армии Сальвадора они переданы не были).
5 марта 2004 года на шоссе Багдад - Наджаф сальвадорские солдаты отразили нападение на автоколонну из трёх автомашин, в которой передвигался руководитель гражданской администрации города Наджаф - американец Philip Scott Kosnett.
4 апреля 2004 года, в первый день шиитского восстания в ходе боестолкновения с вооружёнными формированиями шиитов в городе Наджаф патруль из военнослужащих 2-й роты сальвадорского батальона на внедорожниках HMMWV был атакован, в начавшейся перестрелке был убит один и ранены 12 военнослужащих Сальвадора. В общей сложности, в этот день погибли 25 человек (1 военнослужащий США, 1 солдат Сальвадора и жители Ирака).
В августе 2004 года батальон был передислоцирован в город Эд-Дивания. Кроме того, находившиеся под польским командованием сальвадорские военнослужащие несли службу в городе Эль-Хилла в центральной части Ирака.
29 ноября 2005 года президент Сальвадора Антонио Сака объявил о намерении постепенно вывести войска из Ирака, в дальнейшем численность сальвадорского контингента была уменьшена до 200 человек.
10 ноября 2006 года в районе города Аль-Кут заложенное возле дороги минно-взрывное устройство сработало в тот момент, когда мимо проезжала колонна из 20 автомашин коалиционных войск (десяти машин контингента Словакии, шести машин войск Сальвадора и четырёх машин войск США). Взрывом были убиты два (1 солдат Словакии и 1 солдат Польши) и ранены ещё два иностранных военнослужащих (1 солдат Польши и 1 ст. лейтенант Армении).
23 января 2009 года последние военнослужащие Сальвадора покинули Ирак.
15 декабря 2011 года США объявили о победе и официальном завершении Иракской войны, однако боевые действия в стране продолжались.

## Результаты
В общей сложности (с учетом 11 ротаций личного состава), в 2003—2009 годы через Ирак прошли до 3400 военнослужащих вооружённых сил страны, потери составили 5 военнослужащих убитыми и 30 ранеными.
После подписания соглашения о отправке сальвадорских войск в Ирак, правительство Испании списало часть долга Сальвадора Испании.
В качестве благодарности за участие сальвадорских войск в войне в Ираке США предоставили Сальвадору военную помощь на сумму 7 млн. долларов США: партию униформы и снаряжения (кевларовые каски и бронежилеты PASGT), партию автоматов М4А1 (полученных в 2008 году), 25 бронированных автомашин HMMWV (21 M1151 и четыре M1165, полученные в 2009 году и переданные в состав кавалерийского полка армии Сальвадора) и иное военное имущество.

## Память
В музее военной истории в Сан-Сальвадоре в зале о заграничных операциях вооружённых сил Сальвадора создана выставка, посвящённая участию войск Сальвадора в войне в Ираке. Помимо фотоснимков и фотокопий документов о деятельности сальвадорских военнослужащих в зале представлены образцы униформы и снаряжения, использовавшегося сальвадорскими военнослужащими в Ираке, а также их трофеи (7,62-мм автомат АК-47 и армейская радиостанция иракской армии).